# Wyandot County
Wyandot County je okres amerického státu Ohio založený v roce 1845. Správním střediskem je město Upper Sandusky. Své jméno okres získal podle indiánského kmene Wyandotů, jinak zvaných též Huroni.

## Sousední okresy
| Růžice kompasu | Hancock County | Seneca County |                 | Růžice kompasu |
| Růžice kompasu |                | Sever         | Crawford County | Růžice kompasu |
| Růžice kompasu | Wyandot County |               | Crawford County | Růžice kompasu |
| Růžice kompasu | Jih            |               | Crawford County | Růžice kompasu |
| Růžice kompasu | Hardin County  | Marion County |                 | Růžice kompasu |